# La Montañuela
La Montañuela es un corregimiento del distrito de Atalaya en la provincia de Veraguas, República de Panamá. La localidad tiene 786 habitantes (2010).